# Josef Mikula
Josef Mikula (25. září 1816, Prusy - 9. března 1881, Mohelnice) byl český kněz, teolog, kanovník, profesor pastorálky na teologické fakultě v Olomouci, poslední rektor C. k. Františkovy univerzity v Olomouci, děkan tamní teologické fakulty a superior olomouckého semináře (1861-1866). Roku 1866 se vzdal funkce děkana fakulty a působil až do své smrti jako děkan v Mohelnici.